# Statut juridique de l'avortement
Pour les articles homonymes, voir avortement.
Pour l'aspect idéologique du sujet, voir Débat au sujet de l'avortement.
Le statut juridique de l'avortement, c'est-à-dire de l'interruption volontaire de grossesse chez l'être humain, varie considérablement d'un pays à l'autre. Dans certains pays, l'avortement est légal et accessible sans restriction jusqu'à une limite temporelle généralement (comme en France, au Canada au Royaume-Uni, et en Inde) ou légal mais soumis à des conditions ou restrictions variables et parfois à des législations locales inégales (comme aux États-Unis, et en Australie), alors que dans d'autres pays il est totalement illégal (comme en Arabie saoudite, en Iran et au Nicaragua).
Au début du XXIe siècle, le statut juridique de l'avortement suscite des débats hautement polarisés en Occident, où la reconnaissance de cette pratique comme un droit recule ou gagne du terrain selon les pays. Ainsi, le 24 juin 2022, l'abolition de l'arrêt Roe v. Wade vient remettre en question, de manière saillante, le droit à l'avortement aux États-Unis. En réaction à cet évènement, le 4 mars 2024, la France inscrit la liberté d'avorter dans sa constitution, et est ainsi le premier pays de la planète à offrir une protection de cette ampleur au droit à l'avortement.

## Au niveau mondial

### Avortement et incrimination pénale
La Déclaration universelle des droits de l'homme établit un droit à la vie en son article 3 : « Tout individu a droit à la vie, à la liberté et à la sûreté de sa personne. » Son article 5 dispose également que « Nul ne sera soumis à la torture, ni à des peines ou traitements cruels, inhumains ou dégradants ».
Dans le droit moderne, la solution est généralement que le nouveau-né n'acquiert sa personnalité juridique qu'à la naissance. Avant sa naissance, il n'est donc pas une personne mais un « objet juridique » éventuellement porteur de droits privés ou publics. C'est pour cette raison que la Cour de cassation en France a rejeté à deux reprises la qualification d'homicide (qui suppose la mort d'une personne humaine) quand un embryon meurt à la suite d'un accident. Inversement, pour la Cour de cassation, « le code civil ne subordonne l’établissement d’un acte [de naissance] d’enfant sans vie ni au poids du fœtus, ni à la durée de la grossesse ».

## Législations par zones géographiques
L'avortement volontaire est une notion ancienne. En effet, il est fait mention de l'interdiction de sa pratique dans le serment d'Hippocrate originel.
Actuellement, dans les pays occidentaux, la tendance générale est en faveur du droit à l'interruption volontaire de grossesse. Il est remarqué, a contrario, que dans les pays en voie de développement, l'interruption volontaire de grossesse est en général interdite.
Cependant, les sources sont généralement parcellaires et obsolètes. Le dernier projet officiel et complet de recensement de l’État des légalisations dans le monde est celui du département des affaires économiques et sociales de l'Organisation des Nations unies (ONU) publié en 2001. Celui-ci est fondé sur un questionnaire complet adressé à chaque État. Ce projet a fait l'objet d'une mise à jour en 2011.
Par la suite, un article nommé « Developments in Laws on Induced Abortion: 1998–2007 » a été publié dans une revue en 2008. Cet article indique que la méthode de mise à jour consiste en la consultation des sites internet officiels. Deux autres initiatives mais privées sont à signaler. L'initiative du « Center for Reproductive Rights » (trad. : centre pour les droits reproductifs), initiative pro-choix nommée « The World's Abortion Laws ». Ainsi que l'initiative d'un site pro-vie nommée « Avortementivg.com : et si on y réfléchissait ? ».

De manière générale, on peut remarquer que l'avortement est liée à la notion locale de droit à la vie, qui selon les régions peut correspondre à une assimilation de l'avortement au meurtre ou conduit à entourer l'avortement d'entretiens psychologiques et de formalités diverses, destinées à assurer que l'avortement demandé n'est pas « de simple convenance ». En pratique, ce filtre s’amenuise avec le temps. L'avortement, autrefois récriminé devient petit à petit assisté psychologiquement et socialement en fonction des normes des conseillers. 

### Afrique
L'Afrique est l'une des zones les plus restrictives en matière d'avortement. La zone est dominée par une illégalité de l'avortement avec l'exception de la Tunisie, du Mozambique, du Bénin et de l'Afrique du Sud.

#### Afrique du Sud
En Afrique du Sud, l'avortement est aujourd'hui légal. Jusqu'en 1975, l'avortement était réalisé sous l'empire de la loi des Pays-Bas qui autorisait l'avortement uniquement au cas où la continuation de la grossesse risquait de provoquer la mort de la femme. Cependant, cette condition était largement interprétée par les médecins qui pratiquaient l'avortement sans risque de poursuite judiciaire. Depuis 1975, une loi spécifique à l'Afrique du Sud permet l'avortement. Cette loi nommée « The Abortion and Sterilization Act of 1975 » (Act No. 2 of 1975) élargit les conditions permettant l'avortement. Une nouvelle loi est en vigueur depuis 1996. Cette loi nommée « The Choice on Termination of Pregnancy Act, 1996 » (Act No. 92 of 1996) a été modifiée en 2008 et permet l'avortement sous conditions sans délais. Cette loi est commune aux avortements volontaires et aux accouchements provoqués.
Dans les 3 premiers mois de la grossesse, celle-ci peut être interrompue sur simple demande. Entre le 3e et le 5e mois, l'interruption est possible uniquement avec l'accord d'un médecin et sous réserve d'une des conditions suivantes :
- La grossesse provoque un risque de dommage physique ou mental à la femme enceinte,
- Il existe un risque important que le fœtus soit atteint de grave handicap physique ou mental,
- La grossesse résulte d'un viol ou d'inceste,
- La continuation de la grossesse risque d'affecter de manière importante les conditions de vie économiques ou sociales de la femme.

Au-delà du 5e mois, il faut l'avis conforme d'une sage-femme que :
- La grossesse met en danger la vie de la femme,
- Le fœtus est atteint d'une grave malformation,
- Le fœtus risque d'être blessé.

#### République démocratique du Congo
L'avortement en République démocratique du Congo est illégal tant pour le médecin le pratiquant que pour la femme y ayant recours : le Code pénal congolais punit de 5 à 15 ans « celui qui, par aliments, breuvages, médicaments, violences ou par tout autre moyen aura fait avorter une femme » et d'une peine de servitude de 5 à 10 ans la femme enceinte. Toutefois, la signature en mars 2018 du Protocole de Maputo et sa publication dans le Journal officiel de la RDC ouvre désormais le droit à l'avortement en cas de malformation fœtale létale, de viol ou de mise en danger de la santé de la future mère.

#### Maroc
Au Maroc, seul est autorisé l’avortement dit « thérapeutique », au nom de la santé de la mère.
Le Code pénal prévoit jusqu’à 2 ans de prison pour une femme qui se fait avorter, de 1 à 5 ans pour quiconque pratique un avortement sur autrui, de 10 à 20 ans s’il y a décès de la patiente et jusqu’à 30 s’il y a récidive. La pilule du lendemain a été autorisée en 2008. Huit cents Marocaines se font avorter chaque jour. 13 % des cas de mortalité maternelle marocaine sont liés à l’avortement et 35 % des Marocaines âgées de 15 à 49 ans y ont eu recours au moins une fois.
En janvier 2016, le conseil du gouvernement marocain souhaitait élargir le droit à l'avortement pour les cas de viol, d'inceste ou de malformations et maladies incurables que le fœtus pourrait contracter,. Cependant le projet de loi n'a pas encore été adopté par le Parlement.
Les relations extraconjugales étant passibles de prison ferme et l’avortement limité, 50 000 naissances hors mariage sont enregistrées chaque année, ce qui entraîne de nombreux abandons d'enfants et infanticides.

#### Tunisie
L'avortement en Tunisie est légal sous conditions d'après l'article 214 du code pénal tunisien issu de la loi no 73-2 du 26 septembre 1973. Il doit intervenir dans les trois premiers mois de grossesse, doit être obligatoirement pratiquée par un médecin et se dérouler en milieu médical (hôpital ou clinique agréée). Cependant, d'après le rapport de l'ONU, il est souvent difficile pour une femme de se faire légalement avorter. Les études montrent que les femmes sont généralement mal informées sur le sujet et que les auto-avortements illégaux sont en nombre important.

### Amériques
En Amérique, seuls deux pays du Nord (Canada et Cuba) ont une politique plus libérale sur le sujet que les autres pays.

#### Argentine
Le 14 juin 2018, les députés argentins votent de justesse une loi légalisant l'IVG. Le 9 août 2018, le Sénat argentin rejette la législation, et met ainsi un terme aux espoirs des organisations féministes. Cependant, en décembre 2020, les députés argentins adoptent à nouveau une loi légalisant l'avortement. Dans la nuit du 30 décembre 2020, les sénateurs argentins adoptent par 38 voix pour contre 29 et 1 abstention, la loi légalisant l'avortement. Désormais, les femmes ont jusqu'à la 14e semaine de grossesse (16 semaines d'absence de règles) pour y recourir.

#### Brésil
Le Brésil n’autorise l’avortement qu’en cas de viol, fœtus atteint d'anencéphalie ou danger pour la vie de la femme. Mais ces exceptions sont mal acceptées par la droite religieuse, dans un pays où les églises catholiques et évangéliques conservatrices sont particulièrement puissantes, à tel point que l'avortement est presque impossible dans certains États. La femme qui pratique un avortement illégal peut être condamnée à jusqu'à 3 ans de prison, aussi bien que la personne qui l'aide, professionnels de santé inclus.

#### Canada
Au Canada, depuis 1988, l'avortement n'est plus fédéralement interdit en vertu de la décision de la Cour suprême intitulée R. c. Morgentaler. Théoriquement, l'avortement reste cependant prohibé par les articles 163, 287 et 288 du code criminel. Le service est gratuit sur l’ensemble du territoire canadien et il n’y a aucun délai maximal pour se faire avorter.  Certaines provinces en restreignent aussi la disponibilité par le biais de distribution de services ou de ressources, notamment au Nouveau-Brunswick.
Jusqu'en 1969, l'avortement n'est autorisé que dans le cas où la grossesse mettrait la vie de la femme en danger,.
À partir du 26 août 1969, une nouvelle loi votée par le Parlement du Canada permet à une femme enceinte de demander un avortement si sa grossesse met sa santé, y compris mentale, en danger. Ce danger doit être reconnu par une commission constituée d'au moins trois médecins. Enfin, en 1988, cette loi et toute la section du Code criminel du Canada traitant de l'avortement sont invalidées par la décision de la Cour suprême dans l'affaire R. c. Morgentaler (1988), qui établit que la restriction sur l'avortement va à l'encontre du droit de la sécurité de la personne garanti aux femmes par la Charte canadienne des droits et libertés,. Dans l'affaire R. c. Morgentaler (1993), la Cour suprême a également annulé les restrictions imposées par des provinces aux hôpitaux privés.
En 1989, les juges de la Cour suprême du Canada dans l’affaire Tremblay c. Daigle décrètent que le fœtus ne possède aucune identité juridique avant la naissance. Cela fait en sorte qu'il n'y a que la mère qui peut prendre des décisions quant à l’avenir du fœtus. Cette décision constitue une jurisprudence pour l'ensemble des causes qui suivront liés à l'avortement.
En 2015, il y a eu 100 104 avortements déclarés sur l'ensemble du territoire canadien en excluant l'Île-du-Prince-Édouard. En effet, cette province ne possède aucune clinique ou hôpital qui y fournit le service. Il y a en moyenne 31 avortements pour 100 naissances vivantes au Canada. Cela fait en sorte que, par année, 12 à 14 femmes en âge de procréer sur 1000 avortent. Aussi, la tranche d’âge des 25 ans et moins représente plus de 50 % du total des avortements provoquées. Finalement, 68 % d’entre eux sont réalisés avant la treizième semaine de grossesse.

#### Chili
Au Chili, l'avortement était illégal dans tous les cas depuis une loi du 19 décembre 1989 adoptée sous la dictature du général Pinochet. L'avortement thérapeutique avait cependant été autorisé en 1931 dans les cas où la vie de la mère ou celle de l'enfant étaient en jeu.
Le 17 mars 2016, un projet de loi autorisant l'avortement thérapeutique et l'avortement en cas de viol est approuvé par les députés, mais le projet doit recevoir l'aval d'une commission de santé et du Conseil constitutionnel avant d'être présenté pour vote au Sénat. Ce dernier décide de soumettre le projet de loi à un référendum sur plate-forme électronique, devant durer un mois à partir du 5 avril. Le référendum prévoit plusieurs questions, et autorise le dépôt de projet de modifications. Deux jours après son ouverture, le 7 avril 2016, une très forte majorité se prononce contre le droit à l'avortement, même en cas de risque vital pour la mère, de viol, ou de « malformation grave du fétus incompatible avec la vie ». Les députés votent à nouveau majoritairement la légalisation de l’avortement en 2017, mais la coalition de centre-droit Chile vamos parvient à le bloquer avec un recours devant le Tribunal constitutionnel.
Le 21 août 2017, la Cour constitutionnelle a déclaré que la loi dépénalisant l'avortement thérapeutique dans certains cas était conforme à la Constitution : lorsque la vie de la mère est en danger, lorsqu'un fœtus n'est pas viable et lorsqu'une grossesse résulte d'un viol. En 2018, la coalition du Front large présente devant le Parlement chilien un projet de loi visant à légaliser l'avortement. Au contraire, l'Union démocrate indépendante, proche du gouvernement, entend modifier la Constitution afin d'y inscrire « le droit à la vie depuis le moment de la conception jusqu’à la mort naturelle ». D'après la Fédération internationale des droits de l'homme, plus de 97 % des femmes chiliennes n'ont pas accès à l'avortement dans des conditions légales.

#### Colombie
L'avortement en Colombie est autorisé depuis le 21 février 2022 pour n'importe quel motif jusqu'au sixième mois de gestation (24e semaine),.
Auparavant il était interdit sauf si la vie de la mère était en danger, si le fœtus avait une malformation génétique ou si la grossesse était le résultat d'un viol. En 2020, le chef de l’État Iván Duque avait fait état de son opposition à l'extension du droit à l'avortement et le Centre démocratique (droite conservatrice) défendait l'idée d'un référendum contre ce projet.
En dépit de l'interdiction, l'avortement était tout de même largement pratiqué dans le pays de manière clandestine et inégalitaire : les plus riches ayant accès aux avortements les moins dangereux pour la santé de la mère, tandis qu’une grande partie des Colombiennes, dans les campagnes et les quartiers les plus pauvres, n’y avaient pas accès. Le nombre d’avortements clandestins était estimé à 400 000 annuellement.

#### Cuba
Cuba devient en 1965 le premier pays d’Amérique latine à légaliser l’avortement. Il n'est rejoint qu'en 2012 par l'Uruguay.

#### États-Unis
Aux États-Unis, la conclusion de l'arrêt constitutionnel Roe v. Wade de la Cour suprême en 1973 est que le droit d'une femme à l'avortement concerne le droit à la vie privée protégé par le 14e amendement. L'avortement est autorisé dans tous les États, jusqu'à 2005, dans les conditions suivantes :
- Jusqu'à la fin du premier trimestre, la décision de l'avortement est laissée au jugement de la femme enceinte.
- Au cours du second trimestre, l'État, ayant comme objectif la santé de la femme enceinte peut, éventuellement, réguler cet avortement de façon raisonnable relativement à la santé « maternelle ».

L'administration Reagan (1981-1989) a annulé les financements fédéraux qui fournissaient des aides internationales instruisant divers pays en voie de développement sur les techniques d'avortement. L'administration Clinton (1993-2001) les a rétablis, puis l'administration Bush (2001-2009) les a à nouveau annulés avant que l'administration Obama (2009-2017) ne les rétablisse à son tour.
Donald Trump, investi en janvier 2017, montre son intention de limiter le droit à l'avortement aux États-Unis, notamment à l'occasion de la nomination d'un juge de la Cour suprême. L'un des premiers décrets signés par Donald Trump vise à interdire aux organisations recevant des financements américains de faire la promotion de l'avortement à l'étranger.
En mai 2019, l’avortement devient un crime dans l’État de l'Alabama, y compris en cas de viol ou d'inceste. Les médecins qui pratiqueraient un avortement s'exposent à des peines allant de 10 à 99 ans de prison. 28 autres États américains imposent des restrictions à l'accès à l'avortement. Plusieurs autres États (Géorgie, Ohio, Louisiane, Mississippi, Kentucky, Iowa et Dakota du Nord) durcissent également leur législation en 2019.
En janvier 2020, la plupart des représentants du Parti républicain au Congrès (166 sur 198, ainsi que 39 sénateurs sur 52) signent une lettre dans laquelle ils demandent à la Cour suprême de revenir sur la légalisation de l'avortement dans le pays.
Le 3 novembre 2020, les électeurs de Louisiane votent à 62 % pour ne jamais autoriser l'avortement ni ne jamais financer quoi que ce soit qui contribuerait à l'avortement, soit 1,3 million de voix contre l'avortement et 0,8 million de voix en faveur de l'avortement. Néanmoins, la loi fédérale continue de dépénaliser l'avortement même si l'État fédéré ne l'autorise pas.
Le même jour, un référendum sur un sujet distinct à pour conséquence indirecte que la Géorgie officialise que la loi fédérale prévaut sur la loi de l'État fédéré de Géorgie.
En 2021 et 2022, les États du Texas puis de l'Idaho adoptent des lois restreignant l'IVG à six semaines maximum de grossesse (l'Idaho restant moins restrictif en cas de viol ou d'inceste) ; toutefois, ces lois ne respectent pas l'arrêt Roe v. Wade de la Cour suprême des États-Unis, qui autorise dans ce pays l'IVG jusqu'à environ 23 semaines.
Le 24 juin 2022, la Cour Suprême annonce l'abolition de l'arrêt Roe v. Wade, permettant à chaque État de fixer ses propres règles en matière d'avortement.

#### Honduras
Au Honduras, l'avortement est totalement interdit. Le 21 janvier 2021, le parlement vote un amendement de la constitution qui interdit à la fois l'avortement et le mariage entre personnes de même sexe, afin d'empêcher l'évolution de la loi. Il faut désormais l'accord des trois quarts du parlement pour modifier la constitution, au lieu des deux tiers des 128 parlementaires pour réformer la loi auparavant.

#### Mexique
Le 6 septembre 2023, Cour suprême du Mexique juge que le « système juridique qui pénalise l’avortement dans le code pénal fédéral est inconstitutionnel » car il « viole les droits humains des femmes et des personnes en capacité de gestation ».
Précédemment, en septembre 2021, la Cour suprême annule plusieurs articles du code pénal de l’État de Coahuila (nord) qui pénalisaient l’IVG, déclarant cette pénalisation inconstitutionnelle et établissant ainsi une jurisprudence auprès des institutions judiciaires du pays. La légalisation totale restait encore en cours, d’après le pouvoir législatif de chaque entité fédérative. Au Mexique, chaque entité compte une constitution locale, et leurs pouvoirs législatives jouissent d'une autonomie pour établir et modifier leurs propres codes. Pourtant, ces lois locales ne peuvent jamais contredire la constitution ou les codes fédéraux.
Avant 2021, seulement Mexico (avril 2007), Oaxaca (septembre 2019), Hidalgo (juin 2021) et Veracruz (juillet 2021) permettaient l'IVG sur demande jusqu'à 12 semaines, sans aucune justification pour y accéder. Dans tous les entités, l'avortement était légal en cas de viol sans limite de temps. Le reste des états ajoutaient des risques pour la santé du fœtus ou de la mère, des malformations graves du fœtus, insémination artificielle sans l'accord de la femme ou fausse couche. Seulement dans les états de Michoacán et Yucatán l'avortement pourrait s'effectuer en raison des problèmes financiers et économiques.
Depuis 2008, avec la présidence du Felipe Calderón Hinojosa du parti conservateur de droite religieuse catholique PAN, une série des états (19 au total) ont mis des « cadenas » à leurs constitutions locales pour restreindre l'accès à l'avortement en affirmant que la vie débute immédiatement après l'acte de conception. Le second arrêt de la Cour Supreme en septembre 2021, déclara tous ces dispositions locales comme inconstitutionnelles.
En 2018, le président Andrés Manuel López Obrador, issu d'une coalition des partis populistes de gauche (PT, Morena) mais aussi conservateurs de droite religieuse néo-pentecôtiste (PES), sans prendre personnellement position, s'est prononcé en faveur d'un référendum sur le droit à l'avortement. Un regroupement de députés issus de Morena, du PRD, et du PT ; se forme en 2019 afin de défendre cette réforme. Une majorité de la population mexicaine y serait toutefois réticente. Cependant, selon les derniers sondages en 2020 et 2021, cette opposition s'effrite de façon progressive, surtout dans les générations plus jeunes, plus éduquées et avec des salaires plus hauts.

#### Salvador
La constitution du Salvador (1983, 1998, 2003) proclame dans son premier article la reconnaissance d'une personne humaine à la conception. L'avortement est alors jugé comme un homicide aggravé, et les peines de prisons appliquées sont particulièrement lourdes, même, depuis les années 1990, en cas de danger pour la mère et la non-viabilité du fœtus. En cas de fausse couche ou d'avortement clandestin, les femmes évitent les hôpitaux, où les médecins sont contraints à la délation, sous peine d'être licenciés et jugés pour complicité de crime.
Sur proposition du Front Farabundo Martí de libération nationale, un projet de légalisation de l’avortement est étudié par le Parlement depuis octobre 2016 mais reste en raison de l'opposition des partis de droite. En octobre 2021, le Parlement rejette à nouveau toute modification de la loi sur l'avortement. Le président Nayib Bukele qualifie l’avortement de « génocide ».

### Asie
En Corée du Sud, une loi passée en 2010 interdit l'avortement sauf en cas de viol ou d'inceste. En avril 2019, La Cour constitutionnelle sud-coréenne a invalidé la loi pénalisant les interruptions volontaires de grossesse en vigueur depuis plus de 65 ans.
En Corée du Nord, l’avortement est autorisé depuis 1950, sur simple demande de l’épouse, jusqu’au 7e mois de la grossesse.
En Iran, la loi autorise l'interruption thérapeutique de grossesse motivée par la mise en danger de la mère et uniquement avant 16 semaines de gestation, stade du développement correspondant d'après la charia à l'animation du fœtus. L'interruption de grossesse peut aussi être autorisée si le fœtus est atteint d'une maladie ou d'une malformation grave, conduisant de façon certaine la mort fœtale ou la mort périnatale de l'enfant. L'extension des situations où l'avortement est praticable donne lieu à de nombreuses controverses.
En Turquie, l'avortement est légal sur simple demande, jusqu'à la 10e semaine d'aménorrhée. Le consentement du partenaire est cependant obligatoire.
Dans plusieurs pays (Inde, Chine, Népal, Viêt Nam, Taïwan...) où l'avortement est légal depuis les années 1970, celui-ci est parfois détourné de son usage initial afin de sélectionner le sexe des enfants. La culture de ces pays privilégie en effet la naissance des garçons, pour des questions d'honneur, de patrimoine familial ou de culte religieux. En dépit de l'interdiction faite par ces pays d'utiliser l'avortement à des fins sélectives (en Corée du Sud, par exemple, il était jusqu'en 2009 interdit aux gynécologues de dévoiler le sexe du bébé), des millions de fœtus féminins sont éliminés chaque année. Il en résulte un surplus de naissances masculines depuis plus de vingt ans en Asie, et donc un déficit massif de femmes,. Le continent asiatique est ainsi le seul continent à être devenu majoritairement masculin, et des millions d'hommes sont célibataires, faute de pouvoir trouver une épouse.
En Thaïlande, l’avortement est interdit (sauf en cas de viol) et puni de trois ans d'emprisonnement, tant pour la femme que pour la personne pratiquant cet acte.

### Europe

État des lois sur l'interruption volontaire de grossesse en Europe (en 2019)
Légal sur demande
Légal en cas de viols, de risques pour la vie de la mère, maladies mentales, facteurs socio-économiques ou malformations fœtales
(Légal pour) ou (illégal sauf pour) les viols, risques vitaux, malformations ou maladies mentales
Illégal, avec exceptions pour le viol, risques vitaux, maladies mentales
Illégal, avec exceptions pour risques vitaux ou maladies mentales
Illégal, sans exception
Variable selon les régions
Non renseigné

Dans la quasi-totalité des pays européens, l'« interruption volontaire de grossesse » peut être légalement pratiquée dans les dix à douze premières semaines d'aménorrhée (vingt et une aux Pays-Bas), alors qu'il n'y a pas de limite légale à l'« interruption médicale de grossesse ». D'un point de vue médical, au-delà de la viabilité des grands prématurés, il n'est pas possible de définir une « bonne » durée, le choix est fondamentalement politique.
En Europe, l'utilisation à des fins de recherche médicale d'embryons ou fœtus avortés, spontanément ou volontairement, fait l'objet d'un encadrement législatif.
En Europe, Andorre, Malte, la Pologne et le Vatican sont les quatre derniers pays à interdire l'avortement, sauf exceptions pour la Pologne, ce qui peut être rapproché de l'importance du vote conservateur et identitaire de la population de ces pays. De fait, les autres pays autorisent l'avortement sur simple demande de la mère, même s'ils ont une religion d'état (Grèce, Monaco, etc.).
La Cour européenne des droits de l'homme reste silencieuse sur le statut de l’homme avant sa naissance et, en conséquence, ne reconnaît pas de droit à l’avortement, ni ne s’y oppose. Elle a jugé que les États peuvent « légitimement choisir de considérer l’enfant à naître comme une personne et protéger sa vie », tout comme ils peuvent faire le choix inverse. Au fil de sa jurisprudence, elle a précisé que la Convention ne garantit pas un droit à subir un avortement, ni un droit de le pratiquer, ni même un droit de concourir impunément à sa réalisation à l’étranger. Enfin, l’interdiction en soi de l’avortement par un État ne viole pas la Convention (Voir notamment dans A. B. et C. les requérantes A. et B. qui ont contesté sans succès l’interdiction de l’avortement pour motif de santé et de bien-être.). La Cour a précisé à plusieurs reprises que l’article 8 de la Convention qui garantit le droit à l’autonomie personnelle « ne saurait (…) s’interpréter comme consacrant un droit à l’avortement ».

#### Allemagne
En 1871, lors de la création du Code pénal de l'Empire allemand, l'article 218 définit que l'avortement est punissable d'une peine d'emprisonnement de cinq ans pour la femme et le pratiquant, loi issue du Code pénal de la Confédération de l'Allemagne du Nord. Cette loi est encore en vigueur en 2011, mais de nombreux aménagements ont été mis en place, permettant des exceptions.
En Allemagne de l'Est, une loi sur l'interruption volontaire de grossesse est votée en 1972.
L'article 218a du code pénal, adopté en 1995 (lois premièrement définies lors à la réunification de 1990, l’avortement étant légal et gratuit en RDA, mais déclarées inconstitutionnelles en 1992), définit un cadre légal permettant l'avortement, dans les conditions suivantes :
- le demandeur est la femme elle-même ;
- la femme a consulté pour ce motif dans un centre agréé au moins trois jours avant la demande ;
- le délai depuis la conception ne dépasse pas douze semaines, sauf dans le cas d'avortement thérapeutique ;
- le pratiquant doit être un médecin[80].

#### Andorre
En Andorre, le droit à l'avortement est rigoureusement interdit par l'article 8 de la Constitution d'Andorre : « La Constitution reconnaît le droit à la vie et la protège pleinement dans ses différentes phases.
Toute personne a droit à l'intégrité physique et morale. Nul ne peut être soumis à des tortures ou à des peines et des traitements cruels, inhumains ou dégradants.
La peine de mort est interdite. »
Le premier alinéa inscrit le pays dans le Mouvement pro-vie (« reconnait un droit à la vie »), elle le « reconnait » sans néanmoins le « garantir » car cet article viole la Déclaration des droits de l'homme et du citoyen (« La liberté consiste à pouvoir faire tout ce qui ne nuit pas à autrui : ainsi, l'exercice des droits naturels de chaque homme n'a de bornes que celles qui assurent aux autres Membres de la Société la jouissance de ces mêmes droits », etc.). Enfin le premier alinéa ouvre un parapluie juridique par rapport aux définitions actuelles ou futures de la vie, du fœtus, de l'embryon, de l'enfant à naitre, etc. (« dans ses différentes phases »).
Le deuxième et le troisième alinéas protègent l'enfant à naitre s'il est considéré comme une personne juridique et si l'avortement est considéré comme une torture, un mauvais traitement ou une peine de mort. Si ces deux aliénas ne visaient pas directement l'interdiction de l'avortement ils ne seraient pas dans l'article 8 mais dans un article séparé.
Sur la question de la distinction de l'interruption « volontaire » ou « médicale », deux sources divergent, soit l’interruption « médicale » est tolérée s’il y a un vrai risque pour la santé de la femme, soit elle ne l'est aucunement. La Constitution ne détaille pas cette question.
Dans le Code Pénal l'IVG est punie en Andorre de 6 mois d'emprisonnement pour la femme et trois ans d'emprisonnement pour la personne qui réalise l'acte (possiblement la femme elle-même qui prendrait une pilule du lendemain). De plus si cette personne est professionnelle de santé elle est interdite d'exercer pendant 5 ans.
Depuis 2018, il existe des mobilisations pour demander la légalisation de l'avortement en Andorre, ou au moins sa dépénalisation, lesquelles dépendraient d'une réforme constitutionnelle (voir ci-dessus).

#### Autriche
L'avortement est régi par les articles 96, 97 et 98 du Strafgesetzbuch. L'article 96 dispose que celui qui commet un avortement avec le consentement de la femme enceinte est puni d'une peine de un an maximum de prison. S'il a commis l'acte professionnellement, la peine est de 3 ans de prison maximum. Si le coupable n'est pas un médecin, il est puni d'une peine maximale de 3 ans et, si son acte était rémunéré, d'une peine de 6 mois minimum de prison et de 5 ans maximum. Une femme qui avorte sa grossesse elle-même ou qui fait avorter sa grossesse par un autre est punie de 1 an de prison maximum.
L'article 97 dispose d'un certain nombre de cas où l'avortement n'est pas pénalement répréhensible. Si l'avortement a été fait durant les 3 premiers mois de la grossesse, à condition d'avoir eu un avis médical préalable par un médecin. Si l'avortement a été fait pour sauver la femme enceinte d'un danger sérieux pour sa santé physique ou mentale et que ce danger ne puisse être évité autrement et à condition que l'avortement soit fait par un médecin ; ou parce que l'enfant est atteint mentalement ou physiquement, à condition que l'avortement soit fait par un médecin; ou parce que la femme enceinte est mineure au moment de la grossesse et à condition que l'avortement soit fait par un médecin. Si l'avortement a été fait pour sauver la femme enceinte d'un danger de mort dans des conditions où l'aide médicale n'est pas présente à temps et à condition que ce danger de mort ne puisse être évité autrement. Aucun médecin, ni infirmier, ni professionnel du service médical d'urgence n'est obligé de pratiquer un avortement, sauf si une femme enceinte est dans un danger de mort directement provoqué par sa grossesse et que l'avortement de sa grossesse ne puisse, en raison de ce danger de mort, être retardé. La personne qui a fait un avortement non pénalement répréhensible ne doit pas subir un préjudice pour avoir pratiqué cet avortement.
L'article 98 dispose que celui qui avorte la grossesse d'une femme sans le consentement de celle-ci est puni d'une peine de 3 ans maximum de prison ; et que si cet acte entraîne la mort de la femme enceinte, la peine est de 6 mois minimum et de 3 ans maximum de prison. Toutefois, un tel avortement n'est pas répréhensible s'il a été fait pour sauver la femme enceinte d'un danger de mort qui ne pouvait être évité autrement, et à condition que les circonstances fassent qu'il était impossible d'obtenir le consentement de la femme avant que l'avortement ne soit pratiqué.
La loi de 1974 dépénalise l'avortement. Il peut être réalisée sur simple demande de la femme concernée. Le délai est de 12 semaines de grossesse (soit 14 semaine d'aménorrhée). Ce délai peut être prolongé pour des raisons médicales (dangers pour la femme, malformations du fœtus...).

#### Belgique
En 1973, à la suite de l'arrestation de Willy Peers, accusé d'avoir procédé clandestinement à 300 avortements, de nombreux comités de soutien pour la libération de Willy Peers et contre les poursuites en matière d’avortement se créent en quelques jours. Le 29 janvier 1973, une manifestation réunissant 10 000 personnes provenant de toutes les régions du pays a lieu dans les rues de Namur. Cette « affaire Peers » marque le début d'un processus conduisant à la dépénalisation de l'avortement.
Le 3 avril 1990, la loi dite « loi Lallemand-Michielsen » proposant la dépénalisation conditionnelle de l'avortement est adoptée. Le roi Baudouin Ier, inspiré par ses convictions religieuses, refuse de la sanctionner. Pour éviter une authentique crise de régime et à la demande même du Souverain, le Parlement étudie différentes pistes en la matière. Sur base d'une interprétation inédite de l'article 82 de la Constitution (actuellement article 93), le conseil des ministres du gouvernement Martens VIII constate alors que le roi est « dans l'impossibilité de régner », ce qui permet de sanctionner la loi le 3 avril 1990, avant que les chambres réunies du parlement ne rétablissent le roi dans ses fonctions le 5 avril.
Cette procédure a toutefois constitué une acrobatie constitutionnelle. En effet, l'article 93 dispose : « Si le Roi se trouve dans l'impossibilité de régner, les ministres, après avoir fait constater cette impossibilité, convoquent immédiatement les Chambres. Il est pourvu à la tutelle et à la régence par les Chambres réunies. » Une fois la loi sanctionnée, la Chambre et le Sénat réunis approuvèrent la proposition pour mettre fin à l'incapacité de régner du Roi, par 245 oui et 93 abstentions.
Pour être légale, l'IVG doit être pratiquée avant la 12e semaine depuis la conception (ou 14 semaines d'aménorrhée). Les conditions suivantes doivent être respectées :
- la femme doit présenter un état de détresse reconnu par un médecin (cet état n'est pas plus défini par la loi) ;
- l'interruption doit être pratiquée par un médecin ;
- des informations sur les alternatives possibles à l’avortement doivent être mises à disposition de la patiente ;
- un délai de 6 jours doit être respecté entre le premier contact et le jour de l’avortement.

Concernant le dernier point, la jurisprudence reconnaît qu'il n'est pas toujours possible à respecter en cas d'urgence[précision nécessaire]. Concernant les mineures d'âge, la loi n'impose aucun accord parental. À noter également qu'aucun médecin ou personnel médical (y compris les étudiants) n'est obligé de participer à une IVG si cela va à l'encontre de ses convictions personnelles. Cependant, le médecin est obligé, le cas échéant, d'adresser la patiente vers un centre ou un médecin qui pourra accéder à sa demande. Au-delà de 14 semaines d'aménorrhée, l'interruption thérapeutique de grossesse est possible en cas de risque pour la santé de la mère ou de l'enfant. Elle se pratique en hôpital (toujours au-delà de 14 semaines d'aménorrhée) ou en planning familial, par médicament (mifépristone suivi de misoprostol) ou par intervention (aspiration). Elle est presque entièrement remboursée par la mutuelle.

#### Bulgarie
L'avortement est légal en Bulgarie sur simple demande jusqu'à la 12e semaine de grossesse ou à n'importe quel moment de la grossesse pour raison médicale.

#### Chypre
Avant 2018, l'avortement était possible à Chypre sur prescription de 2 docteurs en médecine. Depuis 2018, Chypre s'est alignée sur la majorité des états européens, c'est-à-dire liberté d'avorter durant les 12 premières semaines d'aménorrhée sur simple demande.

#### Danemark
Au Danemark, l'interruption de grossesse est autorisée jusqu'à la douzième semaine. Elle est également autorisée à n'importe quel moment de la grossesse si la vie de la femme enceinte est menacée ou si la santé physique ou mentale de la femme enceinte est menacée. À n'importe quel moment de la grossesse, une commission composée de deux médecins et de un travailleur social peut l'autoriser si elle estime que l'un des cas suivants se présente : la grossesse résulte d'un viol ou d'un rapport sexuel incestueux ; l'enfant risque d'être atteint d'une affection physique ou mentale grave ; la femme n'est pas en mesure de s'occuper convenablement de son enfant à cause d'une maladie ou d'une incapacité intellectuelle ; la femme est trop jeune ou pas assez mûre pour s'occuper d'un enfant ; et la grossesse, l'accouchement ou les soins apportés à l'enfant risquent d'entraîner une charge importante pour la femme.

#### Espagne
Depuis 2010, la loi autorise l'avortement jusqu'à 14 semaines et 22 semaines de grossesse en cas de malformation du fœtus. En décembre 2013, le gouvernement de Mariano Rajoy du Parti populaire valide un projet de loi limitant l'avortement aux malformations du fœtus pouvant provoquer un risque pour l'équilibre psychologique de la mère. 
Lors des débats, la militante féministe Lara Alcázar coupe la parole du ministre de la Justice espagnol Alberto Ruiz-Gallardón, pendant une intervention au sein du congrès espagnol.
Le 23 septembre 2014, le projet de loi est retiré, faute de consensus au sein de la majorité, après les mobilisations dites du El tren de la libertad.

#### Finlande
Depuis le 1er septembre 2023, l'avortement est légal sans conditions jusqu'à douze semaines. Il peut être pratiqué plus tardivement pour raison de santé.
Antérieurement, l'avortement était autorisé jusqu'à la douzième semaine seulement si la grossesse résultait d'un viol ou si la santé de la femme était menacée, ou pour des raisons économiques et sociales. Sur indication médicale, l'avortement pouvait être pratiqué à tout moment de la grossesse. Pour les mineurs de moins de 17 ans, l'avortement était autorisé jusqu'à la vingtième semaine.

#### France
En France, l'avortement a longtemps été pénalisé, passible des travaux forcés à perpétuité, voire de la peine de mort. Marie-Louise Giraud, dite « la faiseuse d'anges », avorteuse pendant la guerre, a ainsi été guillotinée le 30 juillet 1943. Au-delà de ce cas extrême, de nombreux procès se sont tenus autour d'actes d'avortement. En 1972, le procès de Bobigny, qui vise une jeune fille enceinte à la suite d'un viol et les personnes qui l'ont assistée dans son avortement, dont la défense fut assurée par l'avocate Gisèle Halimi, aura un grand retentissement médiatique. La dépénalisation de l'avortement et l'encadrement légal de l'interruption volontaire de grossesse (IVG) se firent en 1975, à l'époque où Simone Veil était ministre de la Santé du gouvernement Chirac sous la présidence de Valéry Giscard d'Estaing.
En France, une IVG peut être pratiquée jusqu'à la fin de la quatorzième semaine de grossesse, soit seize semaines après le début des dernières règles (seize semaines d’aménorrhée). Le droit français préserve en outre une clause de conscience pour permettre au personnel médical de se soustraire à la pratique de l'IVG.
En mars 2024, par vote du parlement réuni en Congrès, la France devient le premier pays au monde à inscrire dans sa Constitution la liberté des femmes à recourir à l'interruption volontaire de grossesse.

#### Hongrie
En Hongrie, l'avortement est légal jusqu'à la 12e semaine, et à n'importe quel moment de la grossesse si celle-ci résulte d'un viol ou si un médecin a donné son consentement. En 2020, s'il est toujours possible d'avorter, le gouvernement conservateur de Viktor Orbán, après avoir tenté de supprimer ce droit, soutient des associations anti-avortement et a fait inscrire dans l'article 2 de la constitution que « la vie humaine est protégée depuis la conception ».

#### Irlande
L'Irlande, pays longtemps très conservateur en raison notamment du poids de l'église catholique, contraignait ces dernières années, 5 000 Irlandaises à aller se faire avorter au Royaume-Uni à leurs frais, ou à commander sur Internet des pilules abortives à leurs risques et périls. L’avortement était passible de la prison à vie entre 1861 et 2013, puis de 14 ans de détention. Le 7 juillet 2016, une tentative pour modifier ce statut échoue, car le parlement irlandais refuse le projet de loi sur l'avortement.
Le 25 mai 2018, un référendum valide par 66,4 % des suffrages une légalisation de l'avortement en Irlande, en abrogeant le 8e amendement de la Constitution, qui prohibait, de fait, tout avortement, en protégeant « l’enfant à naître » au nom de son droit à la vie « égal à celui de la mère ». Le projet de loi prévoyant que l’avortement pourra être pratiquée sans justification pendant les 12 premières semaines de grossesse, jusqu’à 24 semaines en cas de risque grave pour la santé de la mère et ensuite seulement en cas d’anomalie fœtale est finalement adopté par le Parlement irlandais le 13 décembre 2018.

#### Islande
En Islande, l'avortement est autorisé en toute circonstance jusqu'à la 12e semaine de grossesse. Si deux médecins l'autorisent, il est autorisé à tout moment de la grossesse.

#### Italie
En Italie, le droit à l'avortement est parfois mis à mal par certaines difficultés pratiques de natures idéologiques. Alors que 70 % des gynécologues et sages-femmes refusent de pratiquer des avortements, pour des raisons d’ordre religieux, personnel ou moral au niveau national, ce sont 90 % à 95 % des médecins qui opposent leur clause de conscience dans certaines régions ou villes. L’avortement ne serait accessible que dans 6 % des centres médicaux du pays imposant à de nombreuses femmes de voyager à l’étranger et, pour celles qui n’en ont pas les moyens, de procéder à des avortementss clandestins avec les risques que cela comporte.
En Italie, la loi du 22 mai 1978 règle l'avortement. Selon cette loi, l'interruption de la grossesse n'est pas punissable si les conditions suivantes sont réunies : l'avortement est demandé par la femme, la poursuite de la grossesse provoquera un grand danger pour la santé physique ou mentale de la femme, la femme a consulté un médecin et l'avortement est provoqué dans les 90 premiers jours de grossesse. Dans la pratique, les médecins sont nombreux, notamment dans le sud du pays, à faire valoir le clause d'objection de conscience rendant très difficile le parcours des femmes souhaitant avorter. Le nombre d'avortements est tombé à 85 000 en 2017, contre 230 000 dans les années 1980.

#### Luxembourg
Au grand-duché de Luxembourg, le Code pénal compte un chapitre sur l'avortement. L'article 348 dispose que celui qui fait avorter ou tente de faire avorter une femme sans son consentement est puni d'une peine de 5 à 10 ans de réclusion.
L'article 349 dispose que celui qui fait subir à une femme enceinte des violences entraînant l'avortement sans avoir voulu arriver à ce résultat est puni d'un emprisonnement de 3 mois à 2 ans et d'une amende de 251 euros à 3 000 euros. Si les violences ont été commises avec préméditation ou si le coupable avait connaissance de la grossesse de la femme, le délinquant est puni de 6 mois à 3 ans de réclusion et d'une amende de 500 à 5 000 euros. L'article 350 dispose que celui qui aura fait avorter ou tenté de faire avorter une femme enceinte ou supposé enceinte avec le consentement de celle-ci est puni d'un emprisonnement de 2 ans à 5 ans et d'une amende de 251 euros à 25 000 euros. L'article 351 dispose que la femme qui volontairement se sera fait avorter sera punie d'une amende de 251 euros à 2 000 euros. Toutefois, il n'y a pas d'infraction si elle a agi sous l'empire d'une situation de détresse particulière.
L'article 352 dispose que celui qui fait subir à une femme enceinte un avortement qui entraîne la mort de celle-ci est puni de 5 à 10 ans de réclusion si la femme avait consenti à l'avortement et de 10 à 15 ans si la femme n'y avait pas consenti.
L'article 353 dispose que l'avortement n'est pas punissable s'il est pratiqué dans les 12 premières semaines et que :
- la grossesse ou les conditions de vie que pourraient entraîner la naissance risquent de mettre en danger la santé physique ou psychique de la mère
- il existe un risque important que l'enfant soit atteint de malformation physique ou d'altérations psychologiques importantes
- la grossesse peut être considérée comme étant la conséquence d'un viol

et à condition que la femme enceinte ait consulté un médecin gynécologue ou obstétricien qui doit l'informer des risques médicaux que comporte l'intervention
et à condition que ce médecin marque son accord par écrit (sauf si la vie de la femme est en danger, si elle est mineure, ou si elle est hors d'état de manifester sa volonté)
et à condition que la femme soit domiciliée depuis un minimum de 3 mois au Luxembourg (sauf si la femme est dans un danger de mort imminent)
et à condition que se soit écoulée une semaine depuis la rencontre avec le médecin (sauf si la femme est dans un danger de mort imminent)
et à condition que l'opération soit faite par un médecin autorisé à pratiquer au Luxembourg (sauf si la vie de la femme est dans un danger de mort imminent)
et à condition que l'avortement ait lieu dans un établissement agréé par le ministre de la santé publique (sauf si la vie de la femme est en danger)
L'avortement n'est pas non plus punissable s'il est pratiquée après la douzième semaine de grossesse à condition dans ce cas que 2 médecins attestent par écrit qu'il existe une menace très grave pour la santé de la mère ou de l'enfant.

#### Malte
Depuis 2023, les femmes peuvent avorter uniquement si leur vie est en danger et que le fœtus n’est pas viable.
Des peines de prisons sont prévus en cas de non respect de ces conditions.

#### Monaco
À Monaco, où le catholicisme est religion d'État, l'avortement était interdit jusqu'en 2009. À cette date, une loi permet dorénavant l'avortement dans les cas de viol, de risque pour la santé de la mère ou d'affection ou malformation de l'enfant. Elle fut notoirement critiquée par Bernard Barsi, archevêque de Monaco.

#### Norvège
En Norvège, l'avortement est autorisé depuis 1978. En décembre 2024, la limite de l’avortement librement choisi passe de douze à dix-huit semaines.

#### Pays-Bas
Aux Pays-Bas, l'avortement est autorisé à la demande et doit être pratiqué par un médecin dans un hôpital ou une clinique spécialisée. Il n'y a pas de limite selon la loi mais le consensus le fixe à 22 semaines. De plus, un délai de six jours après la consultation avec le médecin doit être respecté avant l'intervention.

#### Pologne
En Pologne, l'avortement est autorisé et gratuit durant la période communiste. À partir de 1993, il n'est plus autorisé que si la vie ou la santé de la femme enceinte sont en danger, si la grossesse résulte d'un acte criminel ou si le fœtus est mal formé. Néanmoins, le 23 septembre 2016, le parlement polonais étudie le durcissement de cette loi pour n'autoriser l'avortement que si la vie de la femme enceinte est en danger à la suite d'une pétition « Stop avortement » ayant recueilli plus de 500 000 signatures. Le 22 octobre 2020, le Tribunal constitutionnel polonais révoque la clause relative à la malformation du fœtus contenue dans la disposition de 1993. Les deux seuls cas de figure où l'avortement demeure légal sont ainsi le danger pour la mère et le viol. La clause concernant les malformations représentant 98 % des avortements de l'année 2019 en Pologne, sa révocation revient quasiment à une interdiction totale de l'avortement, les deux clauses restantes ayant représenté en 2019 seulement 26 cas d'avortement dans le pays de 39 millions d'habitants.

#### Portugal
L’avortement a été légalisé au Portugal en 2007, mais devient payant à partir de 2015.
Au Portugal, l'interruption volontaire d'une grossesse est autorisée jusqu'à la dixième semaine. Elle est également autorisée jusqu'à la douzième semaine pour raison médicale ou psychologique, ou si la grossesse résulte d'un viol, ou si la grossesse résulte d'un rapport sexuel incestueux. Les jeunes filles de moins de 16 ans ont besoin du consentement de leur représentant légal. Après une première visite chez un médecin qui a l'obligation de fournir à la femme conseils et informations, un délai de réflexion de 3 jours est obligatoire avant l'avortement. Les hôpitaux publics sont obligés de pratiquer un avortement si une femme ou une adolescente en fait la demande.

#### Royaume-Uni
Au Royaume-Uni, l'avortement a été légalisé par l'Abortion Act de 1967. L'interruption d'une grossesse n'était alors pas punissable si elle était pratiquée dans les 28 premières semaines de la grossesse et si deux médecins avaient attesté que la santé physique ou mentale de la femme était en péril, ou que des tests médicaux avaient apporté la preuve que l'enfant allait naître avec des anomalies physiques ou mentales. En 1990, l'Human Fertilization and Embryology Act a réduit ce délai à 24 semaines dans les mêmes conditions. La Family Law Reform de 1969 dispose par ailleurs qu'une jeune femme peut faire interrompre sa grossesse sans le consentement de ses parents dès l'âge de 16 ans.

#### République tchèque
En République tchèque, l'avortement est autorisé jusqu'à la 12e semaine de grossesse quel que soit le motif. Il peut être pratiqué au-delà de ce délai en cas de viol ou sur indication médicale.

#### Russie
L'Union soviétique est l'un des premiers États modernes à reconnaître légalement le droit à l'avortement (en 1920) — durant une période limitée toutefois, Staline ayant en juin 1936 supprimé ce droit issu de la révolution. L'interdiction a été levée en 1955, et l'avortement est actuellement autorisé par la loi et pris en charge sur le budget de l'État :
- sur demande de la femme, jusqu'à la 12e semaine de grossesse ;
- jusqu'à la 22e semaine de grossesse en cas de viol ;
- pendant toute la durée de la grossesse sur indication médicale[117].

#### Slovaquie
En Slovaquie, l'avortement est légal jusqu'à la 12e semaine de grossesse ou jusqu'à la 14e semaine d'absence de règles. Introduit durant la période communiste, le droit à l’avortement est régulièrement remis en question. En 2020, une loi adoptée par le Parlement prévoit notamment de faire passer le délai de réflexion obligatoire de 48 à 96 heures et de demander deux certificats médicaux provenant de deux médecins différents, au lieu d’un seul, pour avoir accès à un avortement thérapeutique en cas de problème de santé du fœtus.

#### Slovénie
En Slovénie, l'avortement est légal jusqu'à la 10e semaine ou à n'importe quel moment de la grossesse pour raison médicale.

#### Suède
En Suède, l'avortement est légal en toute circonstance jusqu'à la dix-huitième semaine. Il est encore légal après à tout moment de la grossesse si des raisons particulières que reconnaît une commission sociale le justifient.

#### Suisse
La Suisse a été parmi les premiers pays à autoriser l'interruption de grossesse si la vie ou la santé de la mère était en danger, avec l'entrée en vigueur en 1942 du code pénal, approuvé de justesse en votation populaire en 1938 (l'indication médicale était toutefois déjà reconnue dans les cantons de Vaud depuis 1844, du  Tessin depuis 1873, de Genève depuis 1874 et de Neuchâtel depuis 1891). Après avoir interprété le terme de « santé » strictement au sens de santé physique, la jurisprudence élargit en effet son interprétation à la santé psychique au cours des années 1970 et la pratique s'est peu à peu libéralisée.
Une initiative populaire est lancée en juin 1971 pour décriminaliser l'avortement. Après que l'Assemblée fédérale a recommandé son rejet en 1975, elle est retirée au profit d'une autre initiative lancée la même année et intitulée « Solution du délai pour l'avortement ». Soumise au vote le 25 septembre 1977, l'initiative est rejetée par 51,7 % des voix et 13 cantons et 4 demi-cantons. En 1979, les milieux conservateurs lancent eux aussi une initiative, intitulée « Pour le droit à la vie », qui est rejetée en 1985 par 69 % des voix et 16 cantons et 3 demi-cantons.
En 1993, la conseillère nationale socialiste Barbara Haering dépose une initiative parlementaire visant à légaliser la solution du délai de quatorze semaines,. Les Chambres fédérales adoptent finalement un projet en 2001, mais en réduisant le délai à douze semaines. Soumis au vote du peuple à la suite d'un référendum lancé par les milieux anti-avortement et le Parti démocrate-chrétien, le projet est accepté en juin 2002 par 72,2 % des voix et entre en vigueur en octobre de la même année. Il permet l'interruption volontaire de la grossesse dans les 12 premières semaines d’aménorrhée sur demande de la femme enceinte, et pour des motifs psycho-médicaux après 12 semaines. Dans ce dernier cas, l'indication doit être certifiée par un médecin qui peut être le même que celui qui effectue l'intervention,.
Une initiative de l'UDC est lancée en 2014 pour exclure l'avortement des prestations d'assurances obligatoires. À la suite de cette initiative, le comité ALG (Avortement Libre et Gratuit) s'est reformé en 2013 pour organiser une campagne contre cette initiative. Le 9 février 2014, l'initiative est refusée par 69,8 % des votants,.

#### Ukraine
En Ukraine, l'avortement est légal sur simple demande avant 12 semaines.

#### Vatican
Au Vatican, l'avortement est illégal quelles que soient les circonstances et puni de quatre ans d'emprisonnement.

#### Yougoslavie
En 1974, la Yougoslavie prévoit dans sa constitution (en) que « C'est un droit de l'homme de décider librement de la naissance de ses enfants ». Le droit à l'avortement pouvait alors s'exercer jusqu'à dix semaines de grossesse. Après la dislocation de la Yougoslavie, les pays qui la composaient ont supprimé ou modifié ce droit constitutionnel. Cet article de la constitution yougoslave était la seule expérience au monde d'insertion d'un droit à l'avortement dans une Constitution jusqu'à ce que la France en fasse autant cinquante ans plus tard.

### Océanie

#### Fidji
Aux Fidji, l'avortement n'est autorisé que si la grossesse met gravement en danger la santé physique ou mentale de la femme, ou si elle résulte d'un viol ou d'un inceste.

#### Nouvelle-Zélande
En mars 2020, alors que Jacinda Ardern est Première ministre, le parlement de la Nouvelle-Zélande adopte la légalisation de l'avortement lors des 20 premières semaines de grossesse. Avant ce texte, l'avortement en Nouvelle-Zélande pouvait théoriquement être passible d'années de prison, avec une exception en cas de danger pour la santé de la mère.